# Javor u brány
Javor u brány je památný strom rostoucí u obce Teplá části Staré sedlo v okrese Cheb Karlovarského kraje na západě České republiky. Nachází se na jižním okraji obce Staré Sedlo, poblíž usedlosti číslo 12. Jmenovaný javor klen (Acer pseudoplatanus) dosahuje výšky okolo 18 metru a obvod jeho činí 348 centimetrů (měření 2014). Chráněný je od 19. února 2008 na základě rozhodnutí městského úřadu v Mariánských Lázních.

## Stromy v okolí
- Heřmanovský buk
- Lípa u kostela svatého Václava v Úterý
- Hraniční smrk
- Lípa u hřbitova
- Hroznatova lípa
- Tepelský dub